# Sclerostomus wendyae
Sclerostomus wendyae es una especie de coleóptero de la familia Lucanidae.

## Distribución geográfica
Habita en Perú.